# Křišťanov
Křišťanov är en ort i Tjeckien.   Den ligger i regionen Södra Böhmen, i den sydvästra delen av landet, 130 km söder om huvudstaden Prag. Křišťanov ligger 928 meter över havet och antalet invånare är 132.
Terrängen runt Křišťanov är kuperad åt sydost, men åt nordväst är den platt. Trakten runt Křišťanov är nära nog obefolkad, med mindre än två invånare per kvadratkilometer. Närmaste större samhälle är Prachatice, 11,6 km norr om Křišťanov. I omgivningarna runt Křišťanov växer i huvudsak blandskog.